# Ernests Kalve
Ernests Kalve (Riga, 4 aprile 1987) è un cestista e allenatore di pallacanestro lettone.

## Palmarès
- Campionato italiano: 1

Pall. Treviso: 2005-06